# Boxe aux Jeux méditerranéens de 2022 - Poids mouches hommes
L'épreuve masculine de boxe des poids mouches (-52 kg) des Jeux méditerranéens de 2022 de Oran se déroule au centre EMEC Expositions Palace Hall du 27 juin au 1er juillet 2022.

## Format de la compétition
Comme tous les événements des jeux méditerranéen, la compétition de boxe consiste en un tournoi à élimination directe. Dans cette catégorie de poids mouches, cet événement va regrouper 11 boxeurs qui sont qualifiés pour la compétition. Un certain nombre de boxeurs (5 dans se cas précis) reçoivent un laissez-passer pour le tour préliminaire et se qualifient directement pour les quarts de finale. Les deux perdants des demi-finales obtiennent chacun une médaille de bronze, sans disputer de match pour la troisième place.
Tous les combats se composent de trois périodes de trois minutes où les boxeurs obtiennent des points pour chaque coup de poing porté à la tête ou sur le haut du corps de leur adversaire. Le boxeur avec le plus de points comptabilisés à la fin des périodes se qualifie. Si un boxeur se retrouve au sol et ne peut pas se lever avant que l'arbitre compte jusqu'à 10, le combat est terminé et l'adversaire est déclaré gagnant.

## Programme
Le programme présenté au 1er juin 2021 est :
|  | Tours préliminaires |  | Quart de finale |  | Demi-finale |  | Finale |

| Sports                               | Sports | Sports | Jour de compétition (juin / juillet) | Jour de compétition (juin / juillet) | Jour de compétition (juin / juillet) | Jour de compétition (juin / juillet) | Jour de compétition (juin / juillet) | Jour de compétition (juin / juillet) | Jour de compétition (juin / juillet) | Jour de compétition (juin / juillet) | Jour de compétition (juin / juillet) | Jour de compétition (juin / juillet) | Jour de compétition (juin / juillet) | Jour de compétition (juin / juillet) | Jour de compétition (juin / juillet) |
| Sports                               | Sports | Sports | 24                                   | 25                                   | 26                                   | 27                                   | 28                                   | 29                                   | 30                                   | 1                                    | 2                                    | 3                                    | 4                                    | 5                                    | 6                                    |
| ------------------------------------ | ------ | ------ | ------------------------------------ | ------------------------------------ | ------------------------------------ | ------------------------------------ | ------------------------------------ | ------------------------------------ | ------------------------------------ | ------------------------------------ | ------------------------------------ | ------------------------------------ | ------------------------------------ | ------------------------------------ | ------------------------------------ |
| Boxe                                 | Boxe   |        |                                      |                                      |                                      | 8e                                   |                                      | ¼                                    | ½                                    | F                                    |                                      |                                      |                                      |                                      |                                      |
|                                      |        |        | 24                                   | 25                                   | 26                                   | 27                                   | 28                                   | 29                                   | 30                                   | 1                                    | 2                                    | 3                                    | 4                                    | 5                                    | 6                                    |
| Jour de compétition (juin / juillet) |        |        |                                      |                                      |                                      |                                      |                                      |                                      |                                      |                                      |                                      |                                      |                                      |                                      |                                      |

## Horaires
Les temps sont donnés selon l'heure locale d’Algérie (UTC)
| Date                      | Temps         | Série               |
| ------------------------- | ------------- | ------------------- |
| Vendredi 27 juin 2022     | 15:15 - 16:00 | Huitièmes de finale |
| Mardi 29 juin 2022        | 14:00 - 15:00 | Quarts de finale    |
| Vendredi 30 juin 2022     | 17:00 - 18:00 | Demi-Finales        |
| Vendredi 1er juillet 2022 | 17:30         | Finale              |

## Médaillés
| Or             | Argent       | Bronze                    |
| Federico Serra | Said Mortaji | Samet Gumus Omer Ametovic |

## Résultats

### Phase finale
|  | Demi-finales   | Demi-finales |                |     | Finale | Finale |
|  |                |              |                |     |        |        |
|  |                |              |                |     |        |        |
|  |                |              |                |     |        |        |
|  | Federico Serra | 3            |                |     |        |        |
|  | Federico Serra | 3            |                |     |        |        |
|  | Samet Gumus    | 0            |                |     |        |        |
|  | Samet Gumus    | 0            | Federico Serra | RSC |        |        |
|  |                |              | Federico Serra | RSC |        |        |
|  |                | Said Mortaji |                |     |        |        |
|  | Said Mortaji   | WO           |                |     |        |        |
|  | Said Mortaji   | WO           |                |     |        |        |
|  | Omer Ametovic  |              |                |     |        |        |
|  |                |              |                |     |        |        |

### Premiers tours

#### Première partie
|  | Huitièmes de finale | Huitièmes de finale | Huitièmes de finale |  |  | Quarts de finale | Quarts de finale | Quarts de finale |   |                | Demi-finales   | Demi-finales   | Demi-finales |  |  | Finale | Finale | Finale |
|  |                     |                     |                     |  |  |                  |                  |                  |   |                |                |                |              |  |  |        |        |        |
|  |                     |                     |                     |  |  |                  |                  |                  |   |                |                |                |              |  |  |        |        |        |
|  |                     |                     |                     |  |  | Federico Serra   | Federico Serra   | 2                |   |                |                |                |              |  |  |        |        |        |
|  | Ahmed Ismail        | Ahmed Ismail        | 0                   |  |  | Martín Molina    | Martín Molina    | 1                |   |                |                |                |              |  |  |        |        |        |
|  | Martín Molina       | Martín Molina       | 2                   |  |  |                  |                  |                  |   | Federico Serra | Federico Serra | 3              |              |  |  |        |        |        |
|  |                     |                     |                     |  |  |                  | Samet Gumus      | Samet Gumus      | 0 |                |                |                |              |  |  |        |        |        |
|  |                     |                     |                     |  |  | Samet Gumus      | Samet Gumus      | 3                |   |                |                |                |              |  |  |        |        |        |
|  |                     |                     |                     |  |  | Bashkim Bajoku   | Bashkim Bajoku   | 0                |   |                |                |                |              |  |  |        |        |        |
|  |                     |                     |                     |  |  |                  |                  |                  |   |                | Federico Serra | Federico Serra | RSC          |  |  |        |        |        |
|  |                     |                     |                     |  |  |                  | Said Mortaji     |                  |   |                |                |                |              |  |  |        |        |        |
|  |                     |                     |                     |  |  | Omer Ametovic    | Omer Ametovic    | 3                |   |                |                |                |              |  |  |        |        |        |
|  | Omer Ametovic       | Omer Ametovic       | 2                   |  |  | Mehdi Hajri      | Mehdi Hajri      | 0                |   |                |                |                |              |  |  |        |        |        |
|  | Yassine Touareg     | Yassine Touareg     | 1                   |  |  |                  |                  |                  |   | Said Mortaji   | Said Mortaji   | WO             |              |  |  |        |        |        |
|  | Ibrahim Boukedim    | Ibrahim Boukedim    | RSC                 |  |  |                  | Omer Ametovic    | Omer Ametovic    |   |                |                |                |              |  |  |        |        |        |
|  | Haris Aganović      | Haris Aganović      | 0                   |  |  | Said Mortaji     | Said Mortaji     | 2                |   |                |                |                |              |  |  |        |        |        |
|  |                     |                     |                     |  |  | Ibrahim Boukedim | Ibrahim Boukedim | 1                |   |                |                |                |              |  |  |        |        |        |
|  |                     |                     |                     |  |  |                  |                  |                  |   |                |                |                |              |  |  |        |        |        |

## Référence
1. ↑  (en) « Oran 2022 Results », sur results.oran2022.com (consulté le 4 juillet 2022)